# Hadi Elazzi

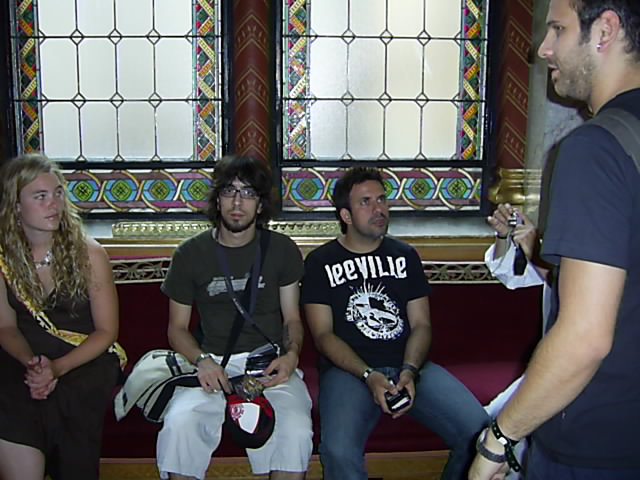
Yağmur Sarıgül gitáros és Hadi Elazzi (középen, balról jobbra) valamint Cem Bahtiyar basszusgitáros (jobb oldalon állva) a magyar parlament épületében, 2006.

Hadi Nabil Elazzi (Isztambul, 1973. december 7. –) a GRGDN török lemezkiadó - menedzsment vállalat egyik alapítója, olyan neves fiatal előadók menedzsere, mint a maNga, a Gripin, a Vega, Göksel vagy a 2008-as MTV European Music Awards díj nyertese, Emre Aydın.

## Karrierje
Hadi Elazzi török muszlim anya és libanoni keresztény apa gyermeke. 1993-ban Törökország első egyetemi rádiójának, a Boszporusz Egyetemi Rádiónak (Boğaziçi Üniversitesi Radyosu) alapítói között volt. Az egyetemi évei alatt olyan török rádióknál dolgozott DJ-ként, mint a Radio Contact, a Metro FM, a Show Radyo vagy a Radyo 5, valamint klubokban is lemezlovaskodott.
Az egyetem befejezése után az Amerikai Egyesült Államokba utazott, ahol a University of California Los Angeles Egyetemen zenei menedzsmentet hallgatott. 1997-ben kezdett el a Warner Music kiadóhoz tartozó Sire Recordsnál dolgozni a marketingosztályon. 1999-ben visszatért Isztambulba, ahol a Sony Music Turkey termékigazgatója lett. A Sony után a BMG Müzik Türkiye marketingigazgatójaként dolgozott, később pedig a DMC Müzik, majd a Balet Plak alkalmazásában állt. Karrierje folyamán olyan előadókkal dolgozott együtt, mint Gloria Estefan, Ricky Martin, Chumbawamba, Lou Bega, Apollo 440, Jon Secada, Morcheeba, Steve Vai vagy Eros Ramazzotti.

## GRGDN
Elazzi 2003-ban alapította meg saját cégét, a GRGDN-t, gyermekkori barátja, Haluk Kurosman segítségével. Kurosman felelős a cég produceri tevékenységért (beleértve az albumok teljes zenei felügyeletét), míg Elazzi az előadók menedzselését végzi, valamint ő a cég ügyvezető igazgatója is. A GRGDN független kiadóként adta ki a Gripin együttes első albumát, Hikayeler Anlatıldı címmel, később pedig a Sony Music-kal társultak.
Hadi Elazzi a török zenei életben ismert személlyé vált, saját cége projektjeink kívül más tevékenységekhez is nevét adta, így például zsűritag volt a Battle of the Bands elnevezésű tehetségkutató versenyen, majd tanácsadóként vett részt az egyetemi tehetségkutató versenyen, az UniStar-on.
Hadi Elazzi mindezek mellett a Galatasaray Kommunikációs, Műszaki és Zenei Akadémián tanít zenei menedzsmentet.

## Külső hivatkozások
- GRGDN hivatalos honlap (törökül)
- GRGDN MySpace (angolul)
- Hadi Elazzi interjú(törökül)